# Кузьминецька сільська рада (Барський район)
Кузьми́нецька сільська рада — колишній орган місцевого самоврядування у Барському районі Вінницької області з адміністративним центром у с. Кузьминці.

## Загальні відомості
- Територія ради: 14,142 км²
- Населення ради: 1 658 осіб (станом на 2001 рік)

## Населені пункти
Сільраді були підпорядковані населені пункти:
- с. Кузьминці
- с. Голубівка
- с. Мартинівка

## Склад ради
Рада складалася з 16 депутатів та голови.
- Голова ради: Лук'янов Михайло Григорович
- Секретар ради: Ревчук Євдокія Вікторівна

### Керівний склад попередніх скликань
| Прізвище, ім'я, по батькові  | Основні відомості                                                         | Дата обрання | Дата звільнення |
| ---------------------------- | ------------------------------------------------------------------------- | ------------ | --------------- |
| Миленький Віктор Миколайович | Сільський голова, 1966 року народження, безпартійний                      | 26.03.2006   | 31.10.2010      |
| Лук'янов Михайло Григорович  | Сільський голова, 1949 року народження, освіта вища, член Партії регіонів | 31.10.2010   |                 |

Примітка: таблиця складена за даними сайту Верховної Ради України

### Депутати
За результатами місцевих виборів 2010 року депутатами ради стали:

#### За суб'єктами висування
| Суб'єкт висування                                       | Кількість обраних депутатів | %    |
| ------------------------------------------------------- | --------------------------- | ---- |
| Партія регіонів                                         | 6                           | 37,5 |
| Єдиний Центр                                            | 5                           | 31,3 |
| Політична партія Всеукраїнське об'єднання «Батьківщина» | 3                           | 18,8 |
| Комуністична партія України                             | 1                           | 6,3  |
| Самовисування                                           | 1                           | 6,3  |

#### За округами
| № округу                                                | Прізвище, ім'я, по батькові    | Дата визнання обраним | Освіта             | Партійна приналежність                        | Відомості про обраного депутата                           |
| ------------------------------------------------------- | ------------------------------ | --------------------- | ------------------ | --------------------------------------------- | --------------------------------------------------------- |
| Єдиний Центр                                            |                                |                       |                    |                                               |                                                           |
| 5                                                       | Підкругляк Василь Іванович     | 08.11.2010            | середня спеціальна | позапартійний                                 | тимчасово не працює                                       |
| 7                                                       | Мельник Ганна Іванівна         | 02.11.2010            | середня спеціальна | позапартійна                                  | приватний підприємець                                     |
| 9                                                       | Куліков Валерій Іванович       | 02.11.2010            | середня спеціальна | позапартійний                                 | тимчасово не працює                                       |
| 12                                                      | Данильчук Олег Петрович        | 02.11.2010            | середня спеціальна | позапартійний                                 | тимчасово не працює                                       |
| 15                                                      | Шевченко Марія Петрівна        | 02.11.2010            | вища               | позапартійна                                  | пенсіонер                                                 |
| Комуністична партія України                             |                                |                       |                    |                                               |                                                           |
| 4                                                       | Максимчук Сергій Харитонович   | 02.11.2010            | середня спеціальна | член Комуністичної партії України             | пенсіонер                                                 |
| Партія регіонів                                         |                                |                       |                    |                                               |                                                           |
| 1                                                       | Вовк Валентина Василівна       | 02.11.2010            | середня спеціальна | позапартійна                                  | Кузьминецький професійний аграрний ліцей, бухгалтер-касир |
| 2                                                       | Мельник Олександр Анатолійович | 02.11.2010            | середня спеціальна | позапартійний                                 | «Райагроліс» м. Бар, лісник                               |
| 3                                                       | Грисюк Галина Василівна        | 02.11.2010            | середня спеціальна | позапартійна                                  | Кузьминецький професійний аграрний ліцей, рахівник-касир  |
| 6                                                       | Ревчук Євдокія Вікторівна      | 02.11.2010            | середня спеціальна | позапартійна                                  | Кузьминецька сільська рада, секретар                      |
| 8                                                       | Шубіна Галина Василівна        | 02.11.2010            | вища               | позапартійна                                  | Кузьминецька лікарська амбулаторія, головний лікар        |
| 11                                                      | Гожик Уляна Василівна          | 02.11.2010            | вища               | позапартійна                                  | Мартинівськашкола-сад І ст., директор                     |
| Політична партія Всеукраїнське об'єднання «Батьківщина» |                                |                       |                    |                                               |                                                           |
| 10                                                      | Грисюк Ніна Володимирівна      | 02.11.2010            | середня спеціальна | член Всеукраїнського об'єднання «Батьківщина» | тимчасово не працює                                       |
| 13                                                      | Максимчук Алла Вікторівна      | 02.11.2010            | вища               | член Всеукраїнського об'єднання «Батьківщина» | Кузьминецький професійний аграрний ліцей, майстер в/н     |
| 16                                                      | Король Олена Василівна         | 02.11.2010            | середня спеціальна | член Всеукраїнського об'єднання «Батьківщина» | тимчасово не працює                                       |
| Самовисування                                           |                                |                       |                    |                                               |                                                           |
| 14                                                      | Мамедова Людмила Василівна     | 02.11.2010            | вища               | позапартійна                                  | тимчасово не працює                                       |